# مصفوف باثفيندر الأسترالي
مصفوف باثفيندر الأسترالي أو مصفوف الكيلومتر مربع باثفيندر الأسترالي (بالإنجليزية: Australian Square Kilometre Array Pathfinder, أو ASKAP ) هو تلسكوب راديوي جديد يبنى في مرصد مورشيسون لعلم الفلك الراديوي، وهو يوجد في الجزء الغربي من أستراليا. وقد بدأ بنائه في أواخر عام 2009 وانتهى بنائه في عام 2012.
يجمع مصفوف باثفيندر الأسترالي ASKAP بين المسح السريع للسماء والرصد الدقيق بحساسية عالية، وصمم بغرض أن يحصل العلماء منه على أجابات لأسئلة أساسية عن خلق الكون والتطور الأولي الذي حدث في الكون، وكذلك اختبار عملي لنظريات بشأن المغناطيسية الكونية واختبار بعض التنبؤات التي تأتي بها نظرية أينشتاين في النظرية النسبية العامة .
ومن أهمية مثفوف باثفيندر الأسترالي لقياس الأشعة الاسلكية الآتية من الأجرام السماوية أنه يستعرض المشروع التقني الدولي بخصوص مصفوف الكيلومتر مربع SKA وهو تلسكوب دولي راديوي سوف سينشأ ويكون أكبر مرصد في العالم للرصد الراديوي وأشدها حساسية.
وبالإضافة إلى ذلك فإن مصفوف باثفيندر الأسترالي هو جزء من مرصد MRO, الذي اختير ليكون أهم جزء في تلسكوب SKA الذي يبنى في أستراليا. كما سوف ينتقل تلسكوب SKA telescope أيضا إلى جنوب أفريقيا.
بدأ عمل مصفوف باثفيندر الأسترالي يوم 5 أكتوبر 2012 وأصبح أسرع تلسكوب راديوي في العالم . ويأمل منه العلماء أن يستخدموا معلوماته في أجراء مسح فلكي للكون مع رسم خريطة لنوزيع الثقوب السوداء ودراسة بداية تكوّن المجرات.

## التصميم
يتكون ASKAP من 36 هوائي متماثل، كل منها بقطر 12 متر ويجمعون الإشارات اللاسلكية سويا، بحيث يجمعون مساحة هوائي تبلغ مساحته 4000 متر مربع. انتهى بناء الهوائيات وتركيبهم في يونيو 2012.

الصفات المميزة لمصفوف باثفيندر الأسترالي والتي تجعله تلسكوبا فريدا هو أتساع زاوية رؤيته، واتساع نطاقات الطيف التي يجمعها، وسرعته في الرصد السريعة جدا، وكذلك امكانيته الممتازة في قياس الأشعة فوق البنفسجية.

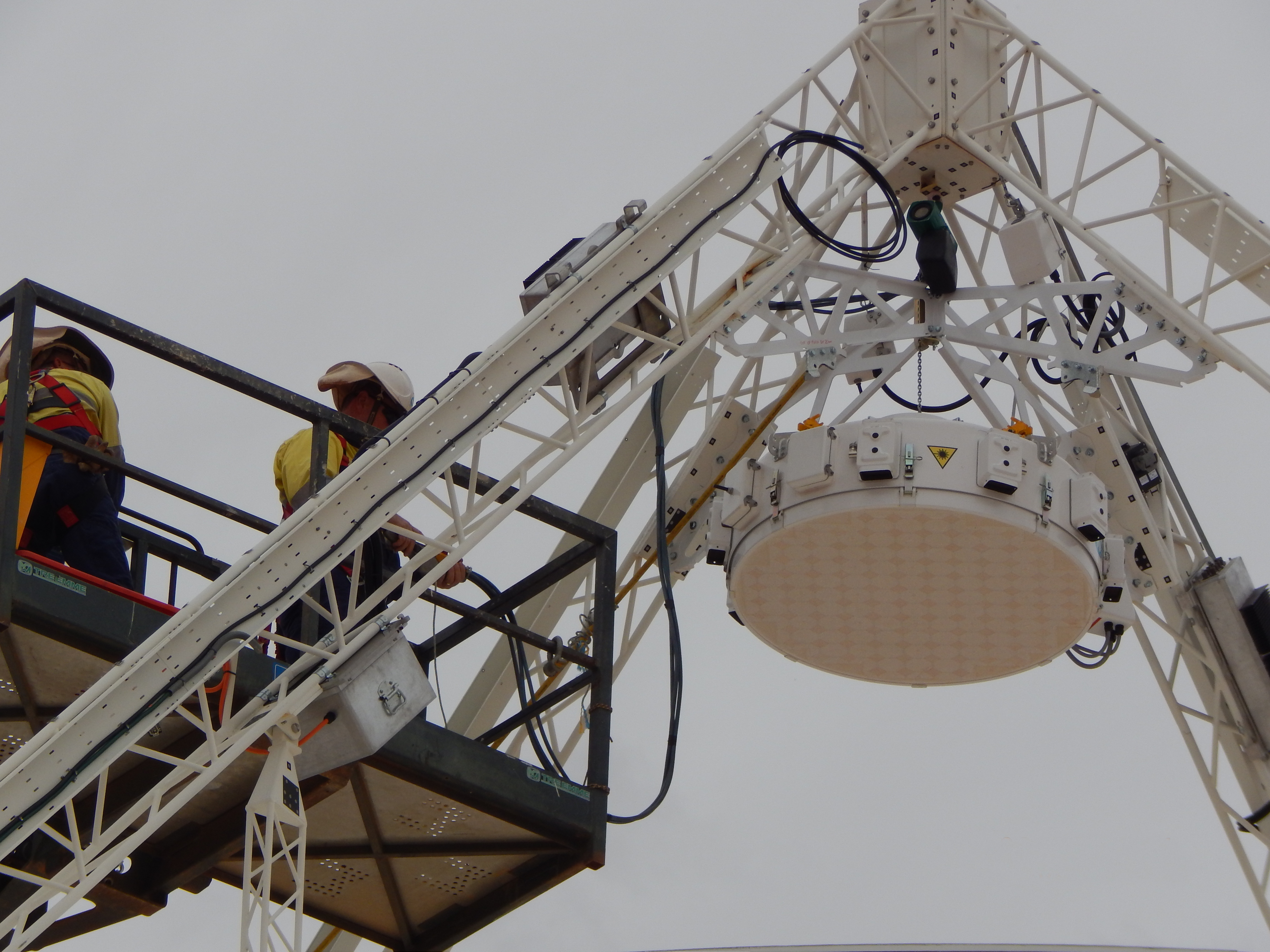
تركيب مستقبل عالي الأداء على أحد هوائيات المصفوف ، وهو ذاته يحوي 188 من المستقبلات الصغيرة.

أنشيء المصفوف في منطقة مورشيسون في غرب أستراليا وهي منطقة هادئة تماما بالنسبة إلى الأشعة الراديوية حيث يقل فيها عدد السكان، بذك يقل التداخل بين الموجات اللاسلكية المرصودة من الكون والموجات اللاسلكية التي قد تـاتي من محطات إذاعة أرضية.
 وقد تم اختيار هذا الموقع بالتعاون والتخطيط مع الإدارات الأسترالية الرسمية التي تعنى بالاتصالات اللاسلكية ومحطات الإذاعة، وخصصت لها شروط خاصة لبدأ أي مشروع لاسلكي قريب من تلكالمنطقة.

## اقرأ أيضا
- مصفوف مرصد أتاكاما المليمتري الكبير
- مرصد مولارد الراديوي
- تلسكوب راتان الراديوي